# Hans von Bodenhausen (Offizier)
Hans von Bodenhausen (* 13. Februar 1606 in Wülfingerode; † 17. April 1684 ebenda) war dänischer Offizier und ab 1631 kursächsischer Obristwachtmeister zu Pferde.
Als vierter Sohn des Krafft von Bodenhausen und seiner Frau Elisabeth Hahn auf Seeburg war der oft kränkliche und von manchen Lastern befallene Hans von Bodenhausen im Jahr 1623 zum Studium Academicum an die Universität Wittenberg eingeschrieben worden. Die Hochschulausbildung brach er bereits nach einem Jahr ab, da er gemeinsam mit seinen älteren Brüdern das abenteuerliche und unstete Leben der Söldner kennenlernen wollte. Die Brüder begaben sich dazu auf eine Reise in die Republik der Niederlande. Der Weg führte sie über Magdeburg, dort blieb Hans von Bodenhausen wegen einer schweren Erkrankung zurück. Er änderte seine Pläne und trat noch in Magdeburg in die königlich dänische Armee ein, wo er nach drei Jahren im Felde als Offizier entlassen wurde und nach Wülfingerode zurückkehrte.
Die militärischen Erfolge seiner Brüder stachelten ihn an, 1629 erneut in den Militärdienst einzutreten, und er begab sich zu ihnen in die Republik der Niederlande. Doch schon 1631 wechselte er die Fronten und trat nun als Kornett der kursächsischen Armee bei, um 1638 im Rang eines Obristwachtmeisters zu Pferde aus dem Militärdienst endgültig auszuscheiden. Im Auftrag der Honsteinschen Landstände unternahm Hans von Bodenhausen ab 1639 mehrere Reisen zu den kriegsführenden Parteien, um drohenden Schaden für die Grafschaft abwenden zu können.

„Mit Sorgfalt und Fleiß, wie ihm bescheinigt wird, nahm er sich auch der „Landesaffären“ an und spielte bei den honsteinschen Landständen eine wichtige Rolle. Als ihr Beauftragter unternahm er verschiedene Reisen, bald zur kaiserlichen Hauptarmee und zum Erbherzog, bald zur französischen Armee oder zum Herzog Bernhard von Weimar, um von der Grafschaft „allerhand Unheyl“ abzuwehren.“

1648 heiratete er die Tochter des Sachsen-Gothaischen Kammerrates von Hagen und erwarb als Mitgift die Güter in Hüpstedt, Sollstedt und Utterode.
In der Elisabeth-Kirche von Wülfingerode bei Nordhausen wurde bei Bauarbeiten im Jahre 1857 der vergoldete Prunksarg des Hans von Bodenhausen entdeckt und erstmals wissenschaftlich dokumentiert. Damit bestätigte sich eine lokale Überlieferung, die auch Inhalt der 1684 gedruckten Leichenpredigt ist, nach der jener Hans von Bodenhausen drei Wochen nach seinem Tode in einem goldenen Sarg bestattet worden sei.